# Jana (site)
De Jana-site (Russisch: Янская стоянка) is, na de site van Boeor-Chaja / Orto-Stan, de meest noordelijke paleolithische vindplaats van de vroege moderne mens in het Noordpoolgebied, gedateerd op 32.500 BP.
De site werd in 2001 ontdekt in het noorden van Jakoetië nabij het goudmijnwerkersdorp Severny (oeloes Oest-Janski), door de geoloog Michail Dasjtseren, die eerder op deze plek een artefact van wolharige neushoornbot gevonden had. De site bevindt zich op 120 km van de monding van de rivier de Jana en ten noorden van de 71e breedtegraad. Voordien werd de Bjorjoljoch-site, iets ten zuiden van de 71e graad aan de Bjorjoljoch-rivier, als de meest noordelijke beschouwd, zoals eerder de locaties Byzovaja, Mamontova Koerja en Kymynejkej.
De site bevindt zich op een 18-meter rivierterras van de Jana en omvat een aantal over 2,5 km verspreidde locaties in het midden van de sedimenten van dit terras, op een hoogte van 7-7,5 meter.
Tientallen radiokoolstofdateringen gaven een leeftijd van 27-28.500 jaar. Op de site werden gereedschappen en kunstvoorwerpen van steen, bot en slagtand gevonden. Voor het eerst sinds de vondst van de sites Malta en Boeret werd in Siberië een dergelijke rijke en gevarieerde verzameling kunstvoorwerpen uit het laatpaleolithicum aangetroffen. De kunst van de Jana-site heeft diepe wortels die teruggaan tot de gemeenschappelijke culturele basis van het laatpaleolithicum van Eurazië. Er zijn daarentegen geen overeenkomsten met de meer zuidelijke Djoektajcultuur. 
Bij de site werden clusters van botresten van pleistocene dieren gevonden, die door de bewoners werden achtergelaten in een lager gelegen moerassig terrein nabij het kampement. Vlakbij werd een deel van een cultuurlaag met een vuurplaats ontdekt. Op drie mammoetschouderbladen en op een rechter darmbeen van een jonge mammoet werden gereedschapssporen gevonden. In dezelfde cultuurlaag werden tongbeenderen van mammoeten gevonden. Deze lagen echter gescheiden van de grotere botaccumulatie, wat duidt op het transport en consumptie van verse mammoetorganen. Mammoeten werden echter niet in de eerste plaats voor vlees gejaagd, maar om speerwerpers te vervaardigen uit hun slagtanden.
Het hoofd van de expeditie van het Instituut voor de geschiedenis van de materiële cultuur (IIMK) van de Russische Academie van Wetenschappen Vladimir Pitoelko veronderstelde dat de bewoners van de Jana-site sieraden (kralen, hoofdbanden ("tiaras"), armbanden) als een soort persoonlijk identificatiesysteem gebruikten.
In twee op de Jana-site gevonden fragmenten van melktanden (Jana 1 en Jana 2) (leeftijd ± 31.600 jaar BP), werden de Y-chromosoom haplogroep P1 (voorouderlijk aan de Y-chromosoom haplogroepen Q en R) en de mitochondriale haplogroep U2 geïdentificeerd. De Oude Noord-Siberiërs (Ancient North Siberians, ANS), vertegenwoordigd door de bewoners van de Jana-site, scheidden zich ongeveer 38.000 jaar geleden af van de West-Aziaten, ruim tienduizend jaar nadat de voorouders van de Oost-Aziaten zich hadden afgescheiden. Tussen 20.000 en 11.000 jaar geleden werd deze ANS-bevolking grotendeels vervangen door volkeren met voorouders uit Oost-Azië. DNA-sequencing van de overblijfselen van de Jana-site toonde aan dat de Malta-mensen afstammelingen waren van de Noord-Siberische Jana-mensen. Een mix van Oost-Aziatische en Noord-Siberische populaties leidde later tot de Paleosiberische bevolking, vertegenwoordigd door een steekproef van Doevan Jar (9.770 jaar geleden) en de voorouders van de oudste bewoners van Amerika.
Bij vier vertegenwoordigers van de soort Canis lupus afkomstig van de Jana-site (28.000 BP), werden drie mitochondriale haplotypes geïdentificeerd. In één exemplaar uit Jana (S805) was de haplotype-tak dezelfde als die van de uitgestorven Japanse wolf (Canis lupus hodophilax) uit de 14e-18e eeuw.